# 特蘭克拉斯
特蘭克拉斯是烏拉圭的城市，由里韋拉省負責管轄，位於該國東北部，距離首府里韋拉約53公里，始建於1892年，海拔高度164米，2004年人口7,284。

## 外部連結
- INE map of Tranqueras （页面存档备份，存于）
- Intendencia Departamental de Rivera / Tranqueras